# ハムスター (ゲーム会社)
株式会社ハムスター（英: HAMSTER Corporation）は、日本のゲームメーカー。コンピュータエンターテインメント協会正会員。主にコンシューマーゲームの開発・販売を行っている。

## 事業内容
社名は創業メンバーである、濱田の「ハ」、武藤の「ム」、鈴木の「ス」など4人の頭文字でハムスターとなった。
東芝EMI株式会社（→EMIミュージック・ジャパン、ユニバーサル ミュージック合同会社に吸収）がゲーム事業から撤退した後、ゲーム部門のメンバーにより設立された。そのため、東芝EMIのゲーム作品の権利を保有している。
ザ・コンビニシリーズの家庭用ハード版など新作ゲームの販売の他、他社製ゲームの販売権を引き継いだりライセンス提供を受けた旧作ゲームを販売していた。2000年代後半以降はダウンロード販売サービスへの旧作ゲーム供給が中心となっている。

## 沿革
- 1999年（平成11年）
  - 11月 - ゲームソフト、映像ソフトの開発および販売、インターネットホームページの制作を目的として、東京都世田谷区に資本金10百万円で設立。
- 2000年（平成12年）
  - 4月 - PlayStation用ソフトの販売を開始。
- 2003年（平成15年）
  - 4月 - PlayStation 2用ソフトの販売を開始。
- 2004年（平成16年）
  - 9月 - 資本金130.5百万に増資。
- 2006年（平成18年）
  - 3月 - Xbox 360用ソフトの販売を開始。
  - 3月 - ゲームアーカイブスの配信を開始。
  - 12月 - Wii版バーチャルコンソールの配信を開始。
- 2010年（平成22年）
  - 7月 - PlayStation Portable用ソフトの販売を開始。
- 2011年（平成23年）
  - 3月 - ニンテンドー3DS用ソフトの販売を開始。
  - 6月 - ニンテンドー3DS版バーチャルコンソールの配信を開始。
- 2012年（平成24年）
  - 4月 - PlayStation Vita用ソフトの販売を開始。
  - 8月 - PlayStation 3用ソフトの販売を開始。
- 2013年（平成25年）
  - 6月 - Wii U版バーチャルコンソールの配信を開始。
- 2014年（平成26年）
  - 3月14日 - 日本物産（ニチブツ）のタイトルの権利を取得[2]。
  - 5月15日 - 日本一ソフトウェアとの共同事業としてアーケードアーカイブスシリーズの展開を開始[3]。
- 2016年（平成28年）
  - 5月20日 - UPLのタイトルの権利を取得[4][5]。
- 2017年（平成29年）
  - 6月29日 - NMKのタイトルの権利を取得[6]。
- 2018年（平成30年）
  - 3月14日 - ビデオシステムのタイトルの権利を取得[7]。
- 2023年（令和5年）
  - 2月8日 - アルュメのタイトルの権利を取得[8]。
  - 9月14日 - アテナのタイトルの権利を取得[9]。
- 2024年（令和6年）
  - 8月26日 - 本社を世田谷区駒沢から世田谷区用賀に移転[10]。

## ゲーム作品
PlayStation
- 逮捕しちゃうぞ
- モバイルトモダチ
- LOVE GAME'S〜わいわいテニスプラス〜
- Major Wave シリーズ

PlayStation 2
- ザ・コンビニ3〜あの町を独占せよ〜
- ザ・コンビニ4〜あの町を独占せよ〜
- クイズ&バラエティすくすく犬福
- ハローキティのピコピコ大作戦
- オレたちゲーセン族シリーズ

PlayStation 3
- HEAVY FIRE AFGHANISTAN
- HEAVY FIRE SHATTERED SPEAR
- バンドフューズ　ロックレジェンド

PlayStation 4
- ニコリのパズル4シリーズ
- アーケードアーカイブスシリーズ
- アケアカNEOGEOシリーズ

Xbox 360
- ザ・コンビニ200X
- HEAVY FIRE SHATTERED SPEAR
- バンドフューズ　ロックレジェンド

Xbox One
- AZITO × タツノコレジェンズ
- アケアカNEOGEOシリーズ
- ニコリのパズルWシリーズ

ニンテンドーDS
- ザ・コンビニDS 大人の経営力トレーニング（発売：日本一ソフトウェア）
- MARUHAN・パチンコ&パチスロ必勝ガイド協力 ザ・パチンコホール（発売：日本一ソフトウェア）

ニンテンドー3DS
- ニコリの数独3D 〜8つのパズルで1000問〜
  - ニコリのパズルシリーズ
- AZITO 3D
- HEAVY FIRE THE CHOSEN FEW
- 忍者じゃじゃ丸くん さくら姫と火竜のひみつ

Nintendo Switch
- アケアカNEOGEOシリーズ
- アーケードアーカイブスシリーズ
- ニコリのパズルSシリーズ

PlayStation Portable
- ザ・コンビニ ポータブル
- Arms' Heart
- ニコリの数独

PlayStation Vita
- ニコリの数独V 珠玉の12パズル
  - ニコリのパズルVシリーズ

Mobage
- ザ・コンビニ ～目指せ!全国制覇!～

Android
- クレイジー・クライマー
- ムーンクレスタ
- ソニックウィングス

アーケード
- すくすく犬福2 ～もっとすくすく～

ゲームアーカイブス
Major Wave シリーズや、『御神楽少女探偵団』などの当時はMajor Wave シリーズとしては出なかった他社（ヒューマンなど）製ゲームを配信しているほか、新規に契約を結んだ会社（メディアエンターテイメントなど）のゲーム、SuperLite1500シリーズもライセンス提供を受けて配信している。現在、約120タイトルを配信している。
バーチャルコンソール
ライセンス提供を受けてジャレコ、日本物産などのタイトルをWii U、Wii、ニンテンドー3DSに配信していた。

## ライセンサー・譲渡元
日本一ソフトウェア日本一ソフトウェア製ゲームの廉価版を（Major Wave シリーズ）発売していた時期があった他、2008年には当社制作のニンテンドーDS用ソフト2作品を日本一ソフトウェアが発売した。
ジャレコバーチャルコンソール・ゲームアーカイブスの全タイトルの販売権を移管。その後事業停止。一時期はハムスターと同じ東京都世田谷区に本社を構えていた。その後2024年8月にはジャレコが本社を構えていた用賀にハムスターが駒沢から本社を移転してきた。
シティコネクションジャレコの事業停止後、版権を所有している。
日本物産日本物産（ニチブツ）のゲームの権利を取得した。
UPLUPLのゲームの権利を取得した。
NMKNMKのゲームの権利を取得した。
ビデオシステムビデオシステムのゲームの権利を取得した。
アルュメアルュメのゲームの権利を取得した。
アテナアテナのゲームの権利を取得した。